# Munashe Garananga
Munashe Garananga, né le 18 janvier 2001 à Harare au Zimbabwe est un footballeur international zimbabwéen. Il évolue au poste de défenseur central au FC Copenhague.

## Carrière

### En club
Né à Harare au Zimbabwe, Munashe Garananga est formé en Afrique du Sud, par l'Ubuntu Cape Town F.C. (en). En février 2022, il rejoint le club biélorusse du Dinamo Brest. Il joue son premier match le 6 mars 2022, lors d'une rencontre de coupe de Biélorussie face au FK Vitebsk. Il est titularisé et son équipe est battue par deux buts à zéro.
Le 1er février 2024, il prend la direction de la Belgique afin de rejoindre le KV Malines pour un contrat courant jusqu'en juin 2027.
Il joue son premier match sous ses nouvelles couleurs le 4 février 2024, lors d'une rencontre de championnat face au KAS Eupen. Il entre en jeu à la place de Sandy Walsh et son équipe l'emporte par un but à zéro,.
Le 9 juillet 2024, Munashe Garananga rejoint le Danemark en s'engageant en faveur du FC Copenhague pour un contrat de quatre ans, soit jusqu'en juin 2028,.

### En sélection
Munashe Garananga honore sa première sélection avec l'équipe nationale du Zimbabwe le 19 novembre 2023 face au Nigeria. Il entre en jeu et les deux équipes se neutralisent (1-1 score final).

## Palmarès
Sheriff Tiraspol
- Championnat de Moldavie (1) :
  - Champion : 2022-2023.
- Coupe de Moldavie (1) :
  - Vainqueur : 2022-2023.